# Maybellene
„Maybellene“ nebo také „Maybelline“ je první singl Chucka Berryho, vydaný v červenci 1955 u vydavatelství Chess Records. Skladba se stala hitem a v žebříčku Billboardu se držela od 20. srpna 1955 do 15. října téhož roku. Skladbu mimo jiné předělal například Johnny Winter a vydal ji na svém albu Roots v roce 2011.